# Station Saint-Laurent Fouras
Station Saint-Laurent Fouras is een spoorweghalte in de Franse gemeente Saint-Laurent-de-la-Prée.